# Peyssonneliopsis
Peyssonneliopsis, monotipski rod crvenih algi nesigurnog položaja unutar razreda Florideophyceae. Jedina vrsta je parazitska morska alga P. epiphytica (tipski lokalitet je u blizini Montereya), Kalifornija
Parazitira na vrstama roda Callymenia.

## Sinonimi
- Schizymenia epiphytica (Setchell & Lawson) G.M.Smith & Hollenberg 1943

## Vanjske poveznice
- Parasitic Florideae of California

|  | Zajednički poslužitelj ima još gradiva o temi Peyssonneliopsis |
|  | Wikivrste imaju podatke o taksonu Peyssonneliopsis             |